# The Door in the Floor – Die Tür der Versuchung
The Door in the Floor – Die Tür der Versuchung (The Door in the Floor) ist ein US-amerikanisches Filmdrama von Tod Williams aus dem Jahr 2004. Tod Williams schrieb das Drehbuch anhand des Romans Witwe für ein Jahr von John Irving.

## Handlung
Die zwei Söhne der Eheleute Ted und Marion Cole sterben durch einen Autounfall. Die verbleibende Tochter Ruth wird vernachlässigt; Ted und Marion wohnen zeitweise getrennt.
Der als Kinderbuchautor tätige Ted stellt den jungen Eddie O’Hare, der einem der Söhne ähnlich sieht, als Fahrer – Ted ist für längere Zeit ohne Führerschein – und Assistenten ein. Marion überrascht eines Tages Eddie, als er vor ihrer Unterwäsche masturbiert. Sie spricht mit ihm darüber und beginnt eine Affäre mit ihm, der zuvor noch keine Frau hatte. Ted widmet sich auch der Malerei, wofür er Evelyn Vaughn als Nacktmodell engagiert.
Marion verlässt endgültig ihren Ehemann; sie verzichtet auf das Sorgerecht für Ruth. Dafür nimmt sie sämtliche Fotos der verstorbenen Söhne mit sich. Ted stellt später fest, dass ihm noch ein Foto übrig bleibt, welches in einen Laden zur Rahmenreparatur gebracht wurde. Er entlässt Eddie und erzählt ihm, dass er ihn wegen seines Aussehens für Marion ausgesucht hätte, sowie von dem Unfall, bei dem die Söhne getötet wurden. Dabei spricht er von sich selbst in der dritten Person und gibt sich Schuld an dem Ereignis.
Die letzte Szene zeigt Ted, wie er im Squashraum eine verborgene Tür im Boden öffnet – Gegenstand einer seiner Erzählungen – und hinuntersteigt.

## Kritiken
Peter Travers schrieb in der Zeitschrift Rolling Stone vom 14. Juli 2004, der Film sei „außergewöhnlich in jeder Beziehung“ – von den „perfekten“ („pitch-perfect“) Darstellungen bis zur sensiblen Behandlung des Themas.
Das Lexikon des internationalen Films schrieb: „Gediegen inszeniertes, später abrupt die Tonart und das Genre wechselndes Melodram […] In selbstreflexiven Bezügen, beiläufigen Dialogsätzen und sparsamen visuellen Akzenten entwirft der in der Hauptrolle faszinierend gespielte Film das traurige Bild einer Liebe, die von den langen Schatten einer traumatischen Vergangenheit erdrückt wurde.“

## Auszeichnungen
Tod Williams wurde im Jahr 2004 für die Goldene Muschel des Festival Internacional de Cine de Donostia-San Sebastián nominiert. Er und Jeff Bridges wurden 2005 für den Independent Spirit Award nominiert. Tod Williams und John Irving wurden 2005 für den USC Scripter Award nominiert.

## Hintergrund
Der Film wurde von den Produktionsunternehmen Focus Features und Revere Pictures in New York City und auf Long Island gedreht, hauptsächlich in dem Ort East Hampton.
Seine Weltpremiere hatte der Film am 18. Juni 2004 auf dem Nantucket Film Festival. Der Film spielte in den Kinos der USA ca. 3,8 Millionen US-Dollar ein.